# Gare de Beillant
La gare de Beillant est une gare ferroviaire française de la ligne de Chartres à Bordeaux-Saint-Jean, située au lieu-dit Beillant sur le territoire de la commune de Saint-Sever-de-Saintonge, dans le département de la Charente-Maritime en région Nouvelle-Aquitaine.
C'est une gare de la Société nationale des chemins de fer français (SNCF), desservie par des trains TER Nouvelle-Aquitaine.

## Situation ferroviaire

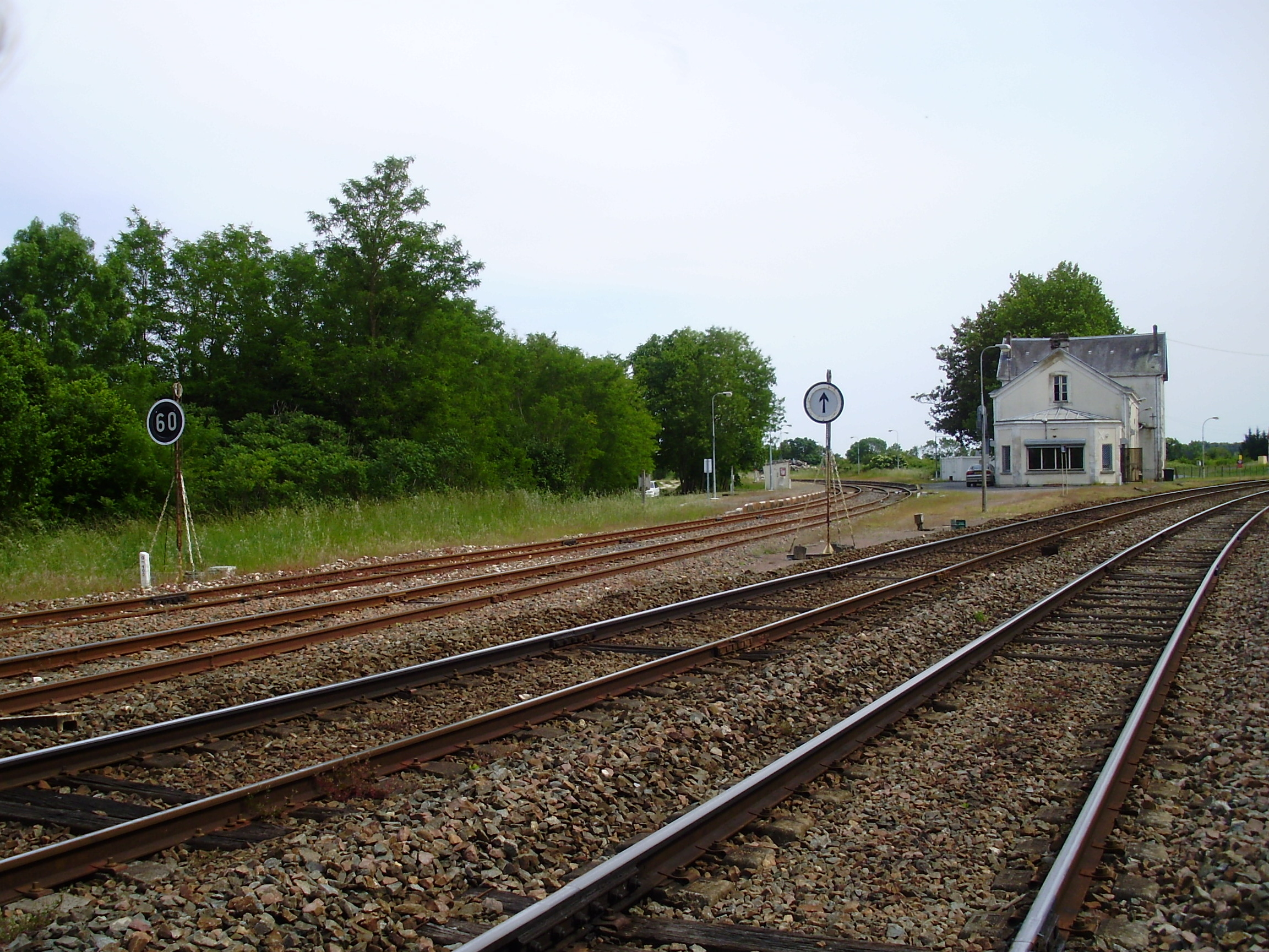
Bifurcation au nord-ouest de la gare, avec à gauche les voies vers Angoulême et à droite celles vers Bordeaux.

Gare de bifurcation, elle est située au point kilométrique (PK) 501,170 de la ligne de Chartres à Bordeaux-Saint-Jean et au PK 0,000 de la ligne de Beillant à Angoulême. Son altitude est de 9 mètres.
Elle a la particularité d'être à la pointe d'un triangle, c'est-à-dire que les deux lignes se séparent juste avant l'ancien bâtiment des voyageurs devant lequel un bâtiment annexe est utilisé comme poste d'aiguillage. Au sud, le raccordement de Beillant permet occasionnellement aux trains en provenance de la direction d'Angoulême et qui se dirigent vers celle de Bordeaux, et vice-versa, de franchir les emprises ferroviaires sans avoir à effectuer de rebroussement au-delà de la gare de Beillant.

## Histoire
Le 12 août 1902, la gare est le théâtre d'un drame lorsque le dénommé Lorgue tire à deux reprises sur son ex-épouse. Cette dernière meurt le lendemain à l'hôpital de Cognac.
La gare possédait autrefois une halle à marchandises, détruite dans la fin des années 2000. Il ne reste donc plus que la plateforme.

## Fréquentation
De 2015 à 2023, selon les estimations de la SNCF, la fréquentation annuelle de la gare s'élève aux nombres indiqués dans le tableau ci-dessous.
| Année     | 2015 | 2016 | 2017 | 2018 | 2019 | 2020 | 2021 | 2022 | 2023 |
| --------- | ---- | ---- | ---- | ---- | ---- | ---- | ---- | ---- | ---- |
| Voyageurs | 396  | 205  | 200  | 11   | 89   | 55   | 27   | 112  | 347  |

## Service des voyageurs

### Accueil

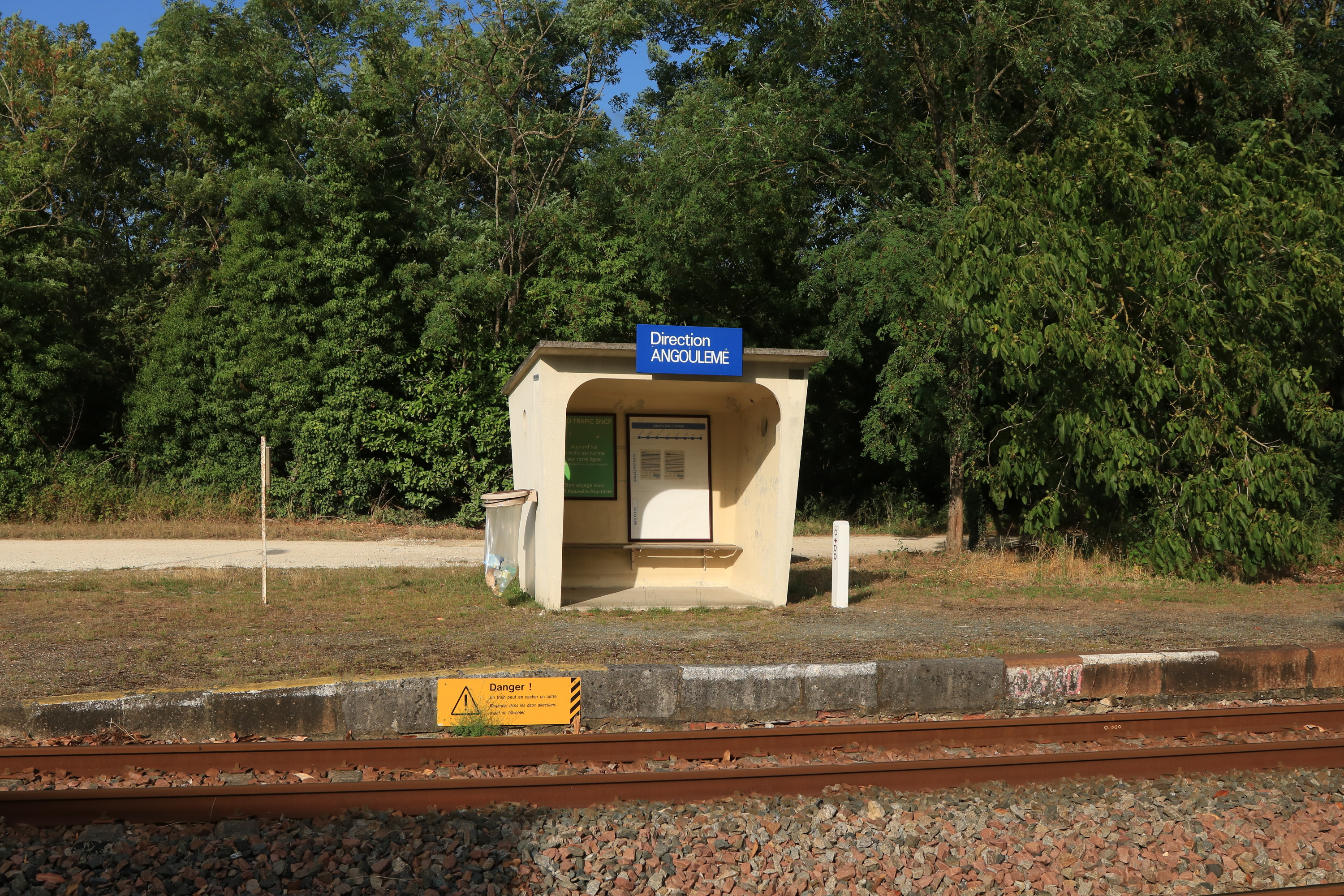
Abri de quai desservi par le TER La Rochelle-Porte-Dauphine - Angoulême du soir.

Halte SNCF c'est un point d'arrêt non géré (PANG), équipé de deux quais, avec abris, sur la voie vers Angoulême.

### Desserte
Beillant est desservie par un aller-retour de train régional du réseau TER Nouvelle-Aquitaine du lundi au vendredi sauf fêtes, circulant entre La Rochelle et Angoulême, permettant de passer la journée à La Rochelle TER Nouvelle-Aquitaine.